# Xilè
|  | Aquest article tracta sobre el compost químic. Si cerqueu els habitants de Xile, vegeu «Xile». |

Nomenclatura IUPAC de compostos alicíclics

El xilè, també anomenat xilol o dimetilbenzè, és una mescla de tres isòmers estructurals de l'hidrocarbur aromàtic dimetilbenzè de fórmula química C₆H₄(CH₃)₂. El xilè és un líquid molt inflamable, transparent, incolor i d'olor dolça. En general s'obté per refinació del petroli cru en un procés anomenat alquilació. També és produït com un subproducte de la carbonització del carbó de coc procedent de forns de coc, extret del gas cru de benzol, o per deshidrociclodimerització i de metilació del toluè i el benzè. També es fabriquen a partir de reformat catalític. El xilè és usat com a solvent en la impressió (el xilè es troba comunament en la tinta), el cautxú i el cuir.